# Robert von Scandaleon
Robert von Scandaleon (lat. Robertus de Scandeleon; † nach 1150) war Herr von Scandaleon im Königreich Jerusalem.
Er war ein Ritter im Königreich Jerusalem, als ihm König Balduin III. 1148 ein erbliches Lehen über die Burg und Herrschaft Scandaleon gewährte. Scandaleon (heute Iskandarouna) ist ca. 10 km südlich von Tyrus gelegen und war bis dahin Teil der königlichen Domäne.
Mit seiner Gattin namens Beliorna hatte er zwei Söhne, namens Isaak (Ysaac) und Roland (Rolando).